# Montañas Ródope
Los montes Ródope (en búlgaro: Родопи, en griego: Ροδόπη) son un macizo montañoso de la antigua Tracia y de las actuales Bulgaria y Grecia, limitado por los valles del río Mesta (el actual Места búlgaro) al oeste y del río Maritsa (el antiguo Hebro, conicido también como Evros o Meriç) al norte y al este. Antiguamente habitaban en esta cordillera la tribu tracia de los díos.
El macizo de Ródope es el más grande de Bulgaria y ocupa alrededor de una séptima parte de la superficie total del país, 220 a 240 km de oeste a este y 100 km de norte a sur. Con una superficie total de 14 737 km², el 83 % de los montes Ródope se encuentran en territorio búlgaro, el 17 % en Grecia. Las grandes reservas de agua y la suavidad del clima favorecen el desarrollo de una amplia variedad de plantas y animales.
Lugar de muchas historias mitológicas y también de culto en la antigüedad, el macizo fue conociendo sucesivamente influencias griegas, romanas, bizantinas y otomanas. La presencia de los turcos, dejó como legado tradiciones culinarias y musicales orientales, pero también una historia plagada de sublevaciones y de éxodos.
La vida económica del macizo de Ródope está mayoritariamente dominada por la agricultura. Sin embargo, tienen también una enorme importancia la industria y los servicios, y un sector turístico cuya importancia va en aumento.

## Etimología

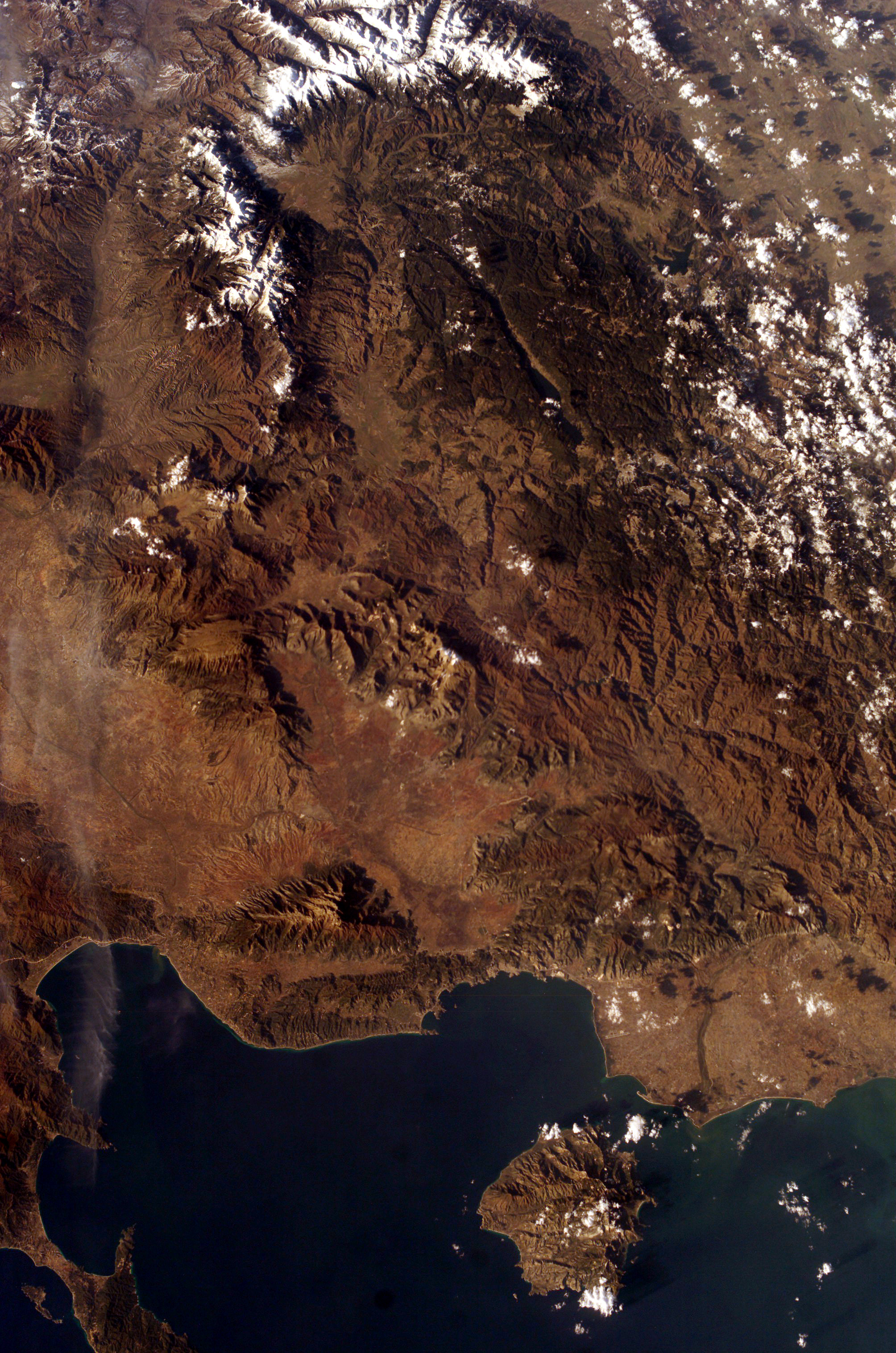
Montes Ródope nevados, y al sur la isla de Tasos junto al delta del río Mesta. Nota: la imagen está rotada 90 grados a la izquierda.

El nombre Ródope es de origen tracio: Rod-opa puede ser interpretado como el nombre original de un río (tal vez el actual río Dospat, en búlgaro Доспатска река, Dospatska reka en griego Δεσπάτης, Despatis, afluente del Mesta) que significa «agua oxidada, de color rojizo», donde *rod- proviene de la misma raíz indoeuropea que el búlgaro руда (ruda, «mineral»), ръжда (răžda, «roya»), риж (riž, «rojo»), el latín rufus («rojo») o el alemán rot («rojo»).

## Geografía

### Características morfológicas

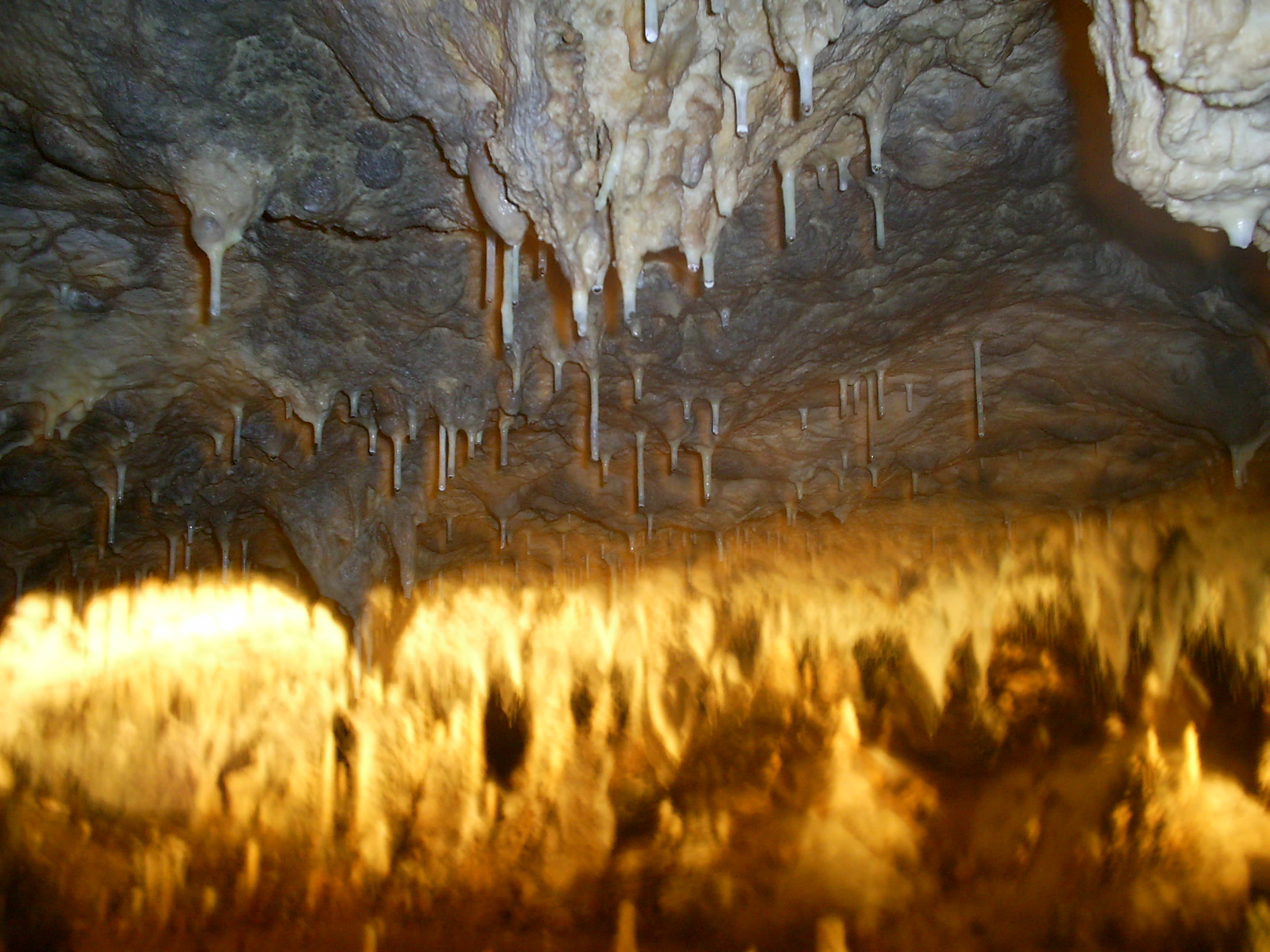
Gruta de Snežanka cerca de la ciudad de Peštera.

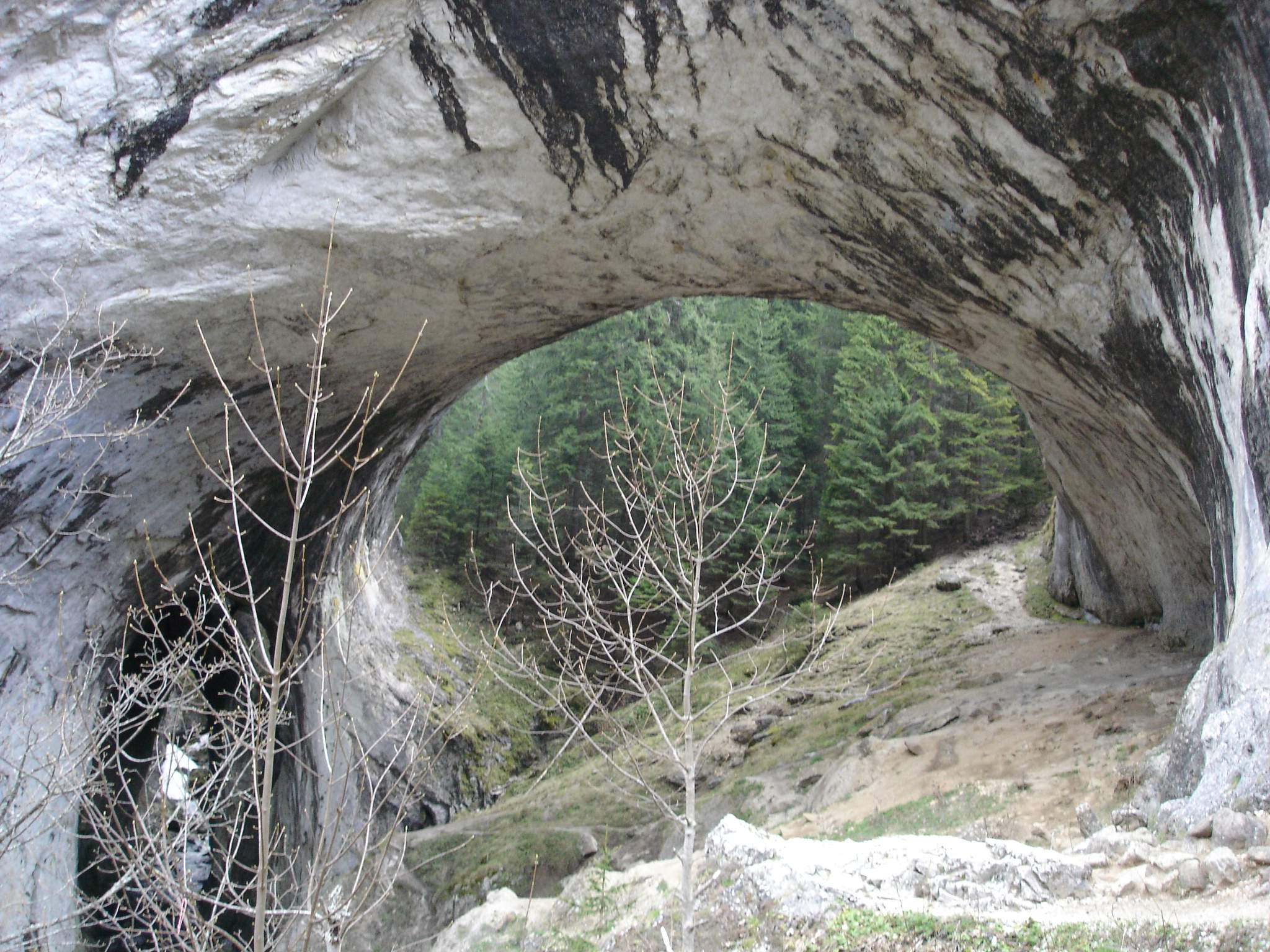
Puentes maravillosos.

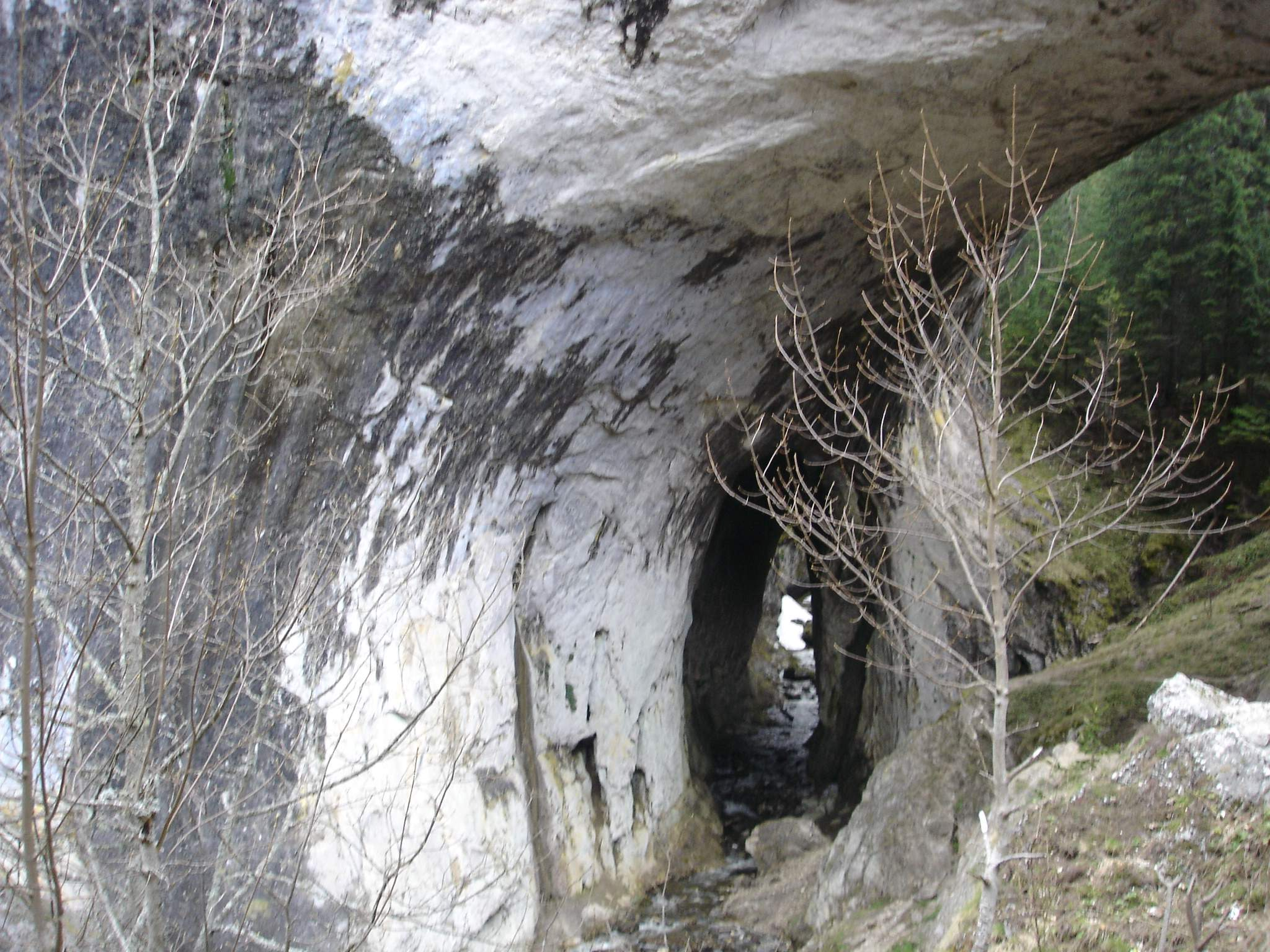
Río cerca de los Puentes maravillosos.

Los Ródope son la parte más importante del macizo de Macedonia y de Tracia, y forman un sistema complejo de
distintos relieves en altura, longitud, anchura y orientación, valles fluviales profundos, gargantas
estrechas y circos naturales. En contraste con otras cadenas montañosas de la región, los Ródope no fueron cubiertos por glaciares durante la última glaciación.

### Límites y subdivisiones
Los límites del macizo de Ródope con el macizo de montañas Rila y el de Pirin están constituidos por el valle del Jadenica, la cresta de Jundola, la cresta de Avramovo, el río Drešenec y el valle del Mesta. Las vertientes norte de los Ródope son mucho más abruptas que las laderas sur, donde las montañas descienden gradualmente a la llanura de Tracia Egeo.
Los Ródope búlgaros están formados por dos partes, que se distinguen por su relieve: los Ródope occidentales o altos Ródope y los Ródope orientales o bajos Ródope. El límite entre las dos lo forman los ríos Kajalijka y Borovica. Los Ródope occidentales abarcan un área de 8732 km² y son la parte más alta del macizo. Su altitud media es de 1098 m, y los picos más altos llegan a los 1800−2000 m.
En el plano administrativo, los Ródope búlgaros se extienden por los siguientes óblast: Blagoevgrad (parte oriental, al este del Mesta), Pazardžik (mitad sur), Smoljan, Plovdiv (parte sur), Kărdžali y Haskovo (parte sur).

#### Ródope occidentales
Los Ródopes occidentales constituyen la parte más extensa y más elevada del macizo (más de 10 picos de más de 2000 m), pero también la más desarrollada en términos de infraestructuras y la más visitada. Se encuentran en esta parte de la montaña Ródope la montaña Boženec o Alabak (monte Černovec, de 1834 m), al norte de la ciudad de Velingrad (en dirección NE-SO), el pico Velijca (de 1712 m de altitud) el Videnica (de 1652 m) en búlgaro Velijško-Videniški djal línea divisoria entre los valles del Marica y del Mesta, que se extiende desde un lugar llamado Bel Kamen de noroeste a sudeste, pasando a lo largo de la orilla izquierda del río y del embalse de Dospat, se prolonga hasta la frontera griega y culmina a 1901 m en el (monte Srebren); montaña Snežanka o Kărkarija orientada NO-S, comenzando al oeste de la aldea de Patalenica y continuando hasta la cumbre de Vetrovo (de 1416 m); la montaña de Sjutkja orientada al NO-S, que comienza en el río Banska Bistrica al sur de Velingrad y termina al oeste de la presa de Goljam Beglik (Goljama Sjutkja, 2186 m ); la montaña de Dăbraš o Dospatska planina (montaña de Dospat, la parte más occidental de los Ródope, que culmina en los 1938 m con el monte Beslet), entre los valles de los ríos Mesta y Dospat; las montañas de Batak, que forman un arco alrededor de la ciudad del mismo nombre, van desde Velingrad en el oeste hasta Kričim al este; la montaña de Devin al suroeste de la ciudad del mismo nombre; la montaña de Černatica orientada NE-S yendo de Javrovo al oeste de Asenovgrad hasta la cumbre de Mečkarski Kamaka de 1951 m; el Perelik y la Bukova planina, respectivamente al este y el norte de la ciudad de Smoljan; finalmente la Radjuva planina (orientada N-S) e inmediatamente al sur la montaña de Prespa (Prespanski Djal), entre Čepelare y el pueblo de Manastir.
Las gargantas más profundas de los Ródope se encuentran en la parte occidental del macizo, así como los sitios naturales llamados los puentes maravillosos (Čudnite mostove). Las extensiones de agua son numerosas. Numerosas ciudades turísticas conocidas están en esta parte del macizo, como Smoljan, Velingrad, Devin o Čepelare y la estación de esquí de Pamporovo, el monasterio de Bačkovo, las ruinas de la ciudadela de Ivan Asen II al sur de Asenovgrad, la gruta de las gargantas del Diablo (Djavolskoto gărlo) en las gargantas de Trigrad, la de Jagodina, la del pueblo pomaco de Vievo y muchas otras. El pueblo más alto de Bulgaria, Manastir, (situado a más de 1500 m), se encuentra al pie de la ladera norte del monte Prespa de 2000 m.

#### Ródope orientales
A diferencia de los Ródope occidentales, la parte oriental del macizo presenta esencialmente un relieve de poca altitud o de colinas. La altitud media es de sólo 320 m, aunque algunos de los picos más altos de los Ródope se encuentran allí. La región oriental de los Ródope está limitada al oeste por los ríos Devin (al este de la ciudad del mismo nombre) y Mugla Devinska reka y Muglenska reka) y al este por el Marica (Evros). En el centro del macizo se encuentra el llamado pico Perelik y el Prespa (Perelisko-prespanski Djal), que se extiende desde la cima del macizo (Goljam Perelik, 2191 m) hasta el pico llamado Momin kamăk, pasando por la cumbre de Prespa de 2001 m). A lo largo de la frontera búlgaro-griega, se suceden los siguientes conjuntos de montañas: la montaña de Ardin (Ardinski Djal), que culmina en el monte Ardin con 1730 m. La parte de la montaña que nace al sur de la ciudad de Kardzhali en dirección suroeste llega a la cumbre de Dobri vrah de 1450 m y es llamada Žălti djal (« macizo amarillo »).

#### Ródope meridionales o Ródope griegos

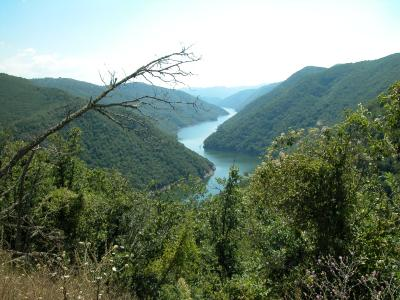
El río Nestos en los Ródope griegos

Los Ródope meridionales (en griego: Ελληνική Ροδόπη, Ródope griegos), se encuentran en el norte de Grecia. También incluyen la isla de Tasos, que es geológicamente parte de los Ródope.
Los Ródope griegos comienzan al este del puerto de Roupel, en el Estrimón (Strymonas, Struma), y se extienden hacia el este hasta la llanura del Evros (Marica). En el sur, se ven limitados por la costa egea de la región administrativa (periférica), de Macedonia Oriental y Tracia, una de las cinco prefecturas se llama Ródope (Ροδόπη). En el norte, están limitados por la frontera griego-búlgara. El relieve de la isla de Tasos, a pesar de la interrupción por las aguas del golfo de Kavala, forma parte del conjunto geológico de los Ródope.
Los Ródope griegos incluye varios macizos bien definidos. Al oeste, en la margen izquierda del valle del Estrimón, se encuentran, de norte a sur, el macizo de Orvilos (en búlgaro Slavjanka cuyo punto culminante ubicado en territorio búlgaro, es el Gocev vrăh, 2112 m, el de Vróndous o Vróndos (en búlgaro Šarlja, que culmina en el Laïliás, de 1849 m), el de Meníkio (Meníkion, en búlgaro Zimijnica, que culmina en la Mavromata, 1963 m), el Pangeo (Pangaío, en búlgaro Kušnica, que culmina en el Mati, 1956 m) y el Símvolo (Símvolon en búlgaro Cista gora 694 m), que bordea la ciudad de Kavala, en el norte y se extiende al suroeste a lo largo del mar. Las estribaciones sur del Meníkio separan la llanura de Dráma y las cabeceras de los ríos Angítis y de la llanura de Estrimón al oeste. En el sur, el macizo de Pangeo limita con la llanura de Dráma, separada de la costa del Golfo de Kavala por un macizo largo y estrecho de baja altitud, justo al norte de la ciudad de Kavala. Este pequeño macizo une el macizo de Pangeo al oeste con el Macizo de Lekan (1300 m) al este. El Lekan está en el sureste de la llanura de Dráma y el límite suroeste de la frontera del curso inferior del Nestos, que desemboca en el mar Egeo al sur de la ciudad de Hrisoúpoli. En el noroeste, la cadena Falakró (Phalakron en búlgaro Bozdag 2231 m) sigue al Lekáni, al noreste de la ciudad de Dráma.

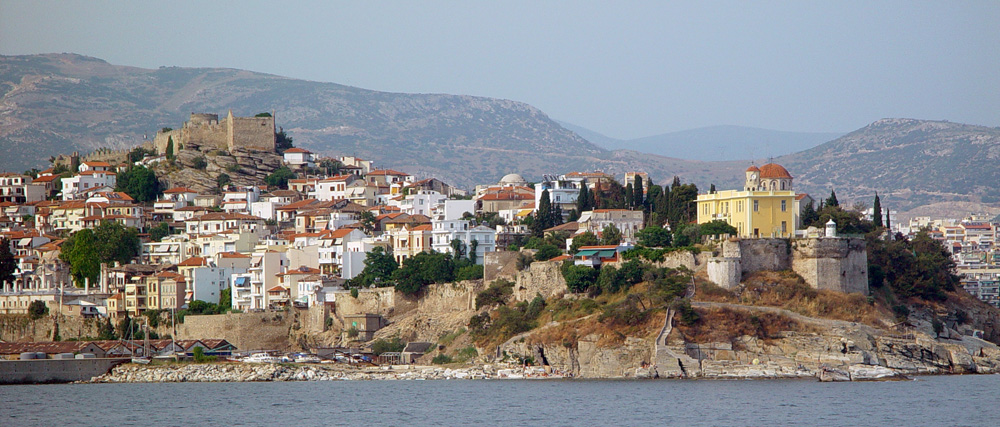
La ciudad antigua de Kavala.

Al este y al norte del Nestos se encuentran lo que se llama en griego moderno «los Ródope occidentales» (Δυτική Ροδόπη,  Ditikí Ródope). Dos reservas naturales (Parthénio Dásosy Dásos Fraktoú) se encuentran en esta parte del macizo, donde el bosque se protege de la intervención humana. El Parthénio Dásos está justo al sur del monte Ardin (en territorio búlgaro), donde tiene sus fuentes el río río Arda. En la vertiente meridional, el drenaje es a través del Nestos y de su afluente, el Arkoudórema. En esa parte del macizo, uno de los montes más altos es el Koula (1607 m), que da frente al Cigansko Gradište en (griego Giftókastro (1827 m), que se encuentra en el lado búlgaro. El límite oriental de los Ródope occidentales es el río Kompsátos, que desemboca en el lago Bistónide (Vistonída), al este de Xanti.
Al este de Kompsátos se encuentran los «Ródope orientales», que se extienden hasta la orilla derecha del Evros. En el sur, están limitados por la llanura de Komotini y la llanura del lago Bistoni. Entre Komotini y Alexandroupoli, las estribaciones meridionales del macizo alcanzan la costa del Mar Egeo, en el Golfo de Tracia. En esta parte del macizo, las cumbres importantes son el Papíkio (1490 m) y el Virsínis (1267 m).
Según las divisiones administrativas, si tenemos en cuenta las periferia de Grecia, los Ródope griegos se encuentran casi exclusivamente en el territorio de la Macedonia Oriental y Tracia (Prefectura de Kavala, Drama, Xanthi, Ródope, y Hebros). Sólo una pequeña parte del macizo se encuentran en el territorio de la periferia de la Macedonia Central: Prefectura de Serres.

#### Isla Tasos

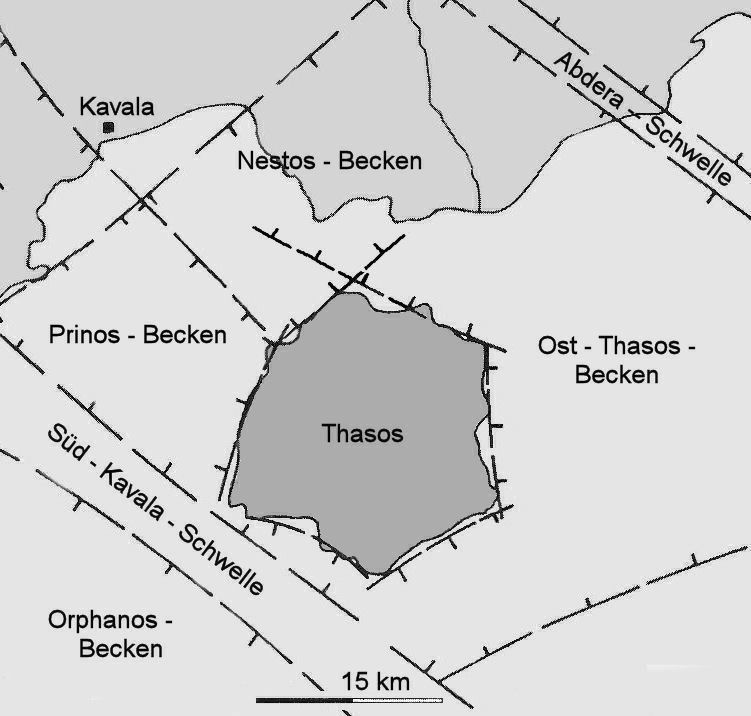
El Horst Tasos y las cuencas de cierre que lo rodean

La isla de Tasos es la parte más meridional del conjunto montañoso Rila-Ródope, donde el terreno se eleva por encima del mar Egeo. Está rodeada por fallas enormes y abruptas y profundas cuencas cristalinas de varios miles de metros. La más grande, situada al noroeste de la isla, es la cuenca del Nestos y del Prinos. Al oeste y al suroeste se encuentra la cuenca del Tasos-Apollonia o cuenca del Orfanos, que se prolonga por la cuenca del Estrimón y la de Komotini. El macizo insular se levanta en medio de estas cuencas, en forma de horst, la profundidad bajo el nivel del mar es de 4000 a 6000 m, la altitud es de 1200 m (picos del macizo de Ypsario o Ypsarion). Las cuencas, que están llenos de sedimentos del Neógeno, contienen depósitos de petróleo y gas natural explotado a partir de 1981, y otros que aún no han sido explotados.

### Cumbres principales de los Ródope
- Goljam Perelik (Голям Перелик) (2191 m)
- Širokolăški snežnik (Широколъшки снежник, 'cumbre nevada de Široka lăka', una ciudad al noroeste de Smoljan) (2188 m)
- Goljama Sjutkja (Голяма Сюткя) (2186 m)
- Malăk Perelik (Малък Перелик) (2147 m)
- Gocev vrăh (Гоцев връх) (2112 m)
- Goljam Persenk (Голям Персенк) (2091 m)
- Bataški snežnik (Баташки снежник, 'cumbre nevada de Batak') (2082 m)
- Malka Sjutkja (Малка Сюткя) (2078 m)
- Malăk Persenk (Малък Персенк) (2074 m)
- Prespa (Преспа, 'grieta') (2000 m)
- Modăr (Модър) (1992 m)
- Mavromáta (Μαυρομάτα) (1963 m)
- Máti (Μάτι, 'ojo') (1956 m)
- Mečkarski kamăk (Мечкарски камък), (1951 m)
- Beslet (Беслет) (1938 m)
- Snežanka (Снежанка, 'nieve blanca') (1926 m)
- Srebren (Сребрен, 'monte de plata') (1901 m)
- Laïliás (Λαϊλιάς) (1849 m)
- Černovec (Черновец, 'pico negro') (1834 m)
- Cigansko gradište (Циганско градище, 'fortaleza gitana') (1827 m)
- Velijca (Велийца) (1712 m)
- Videnica (Виденица) (1652 m)
- Koúla (Κούλα, sin duda del búlgaro kula, 'torre') (1607 m)
- Papíkio (Παπίκιο) (1490 m)
- Orlítsa (Ορλίτσα) (1483 m)
- Vejkata (Вейката, 'la ramita') (1463 m)
- Dobri vrăh (Добри връх, 'cumbre buena') (1450 m)
- Vetrovo (Ветрово, 'cumbre ventosa') (1416 m)
- Kodža ele ou Vetren (Коджа еле, Ветрен) (1267 m)
- Virsínis (Βιρσίνις) (1267 m)

### Hidrología

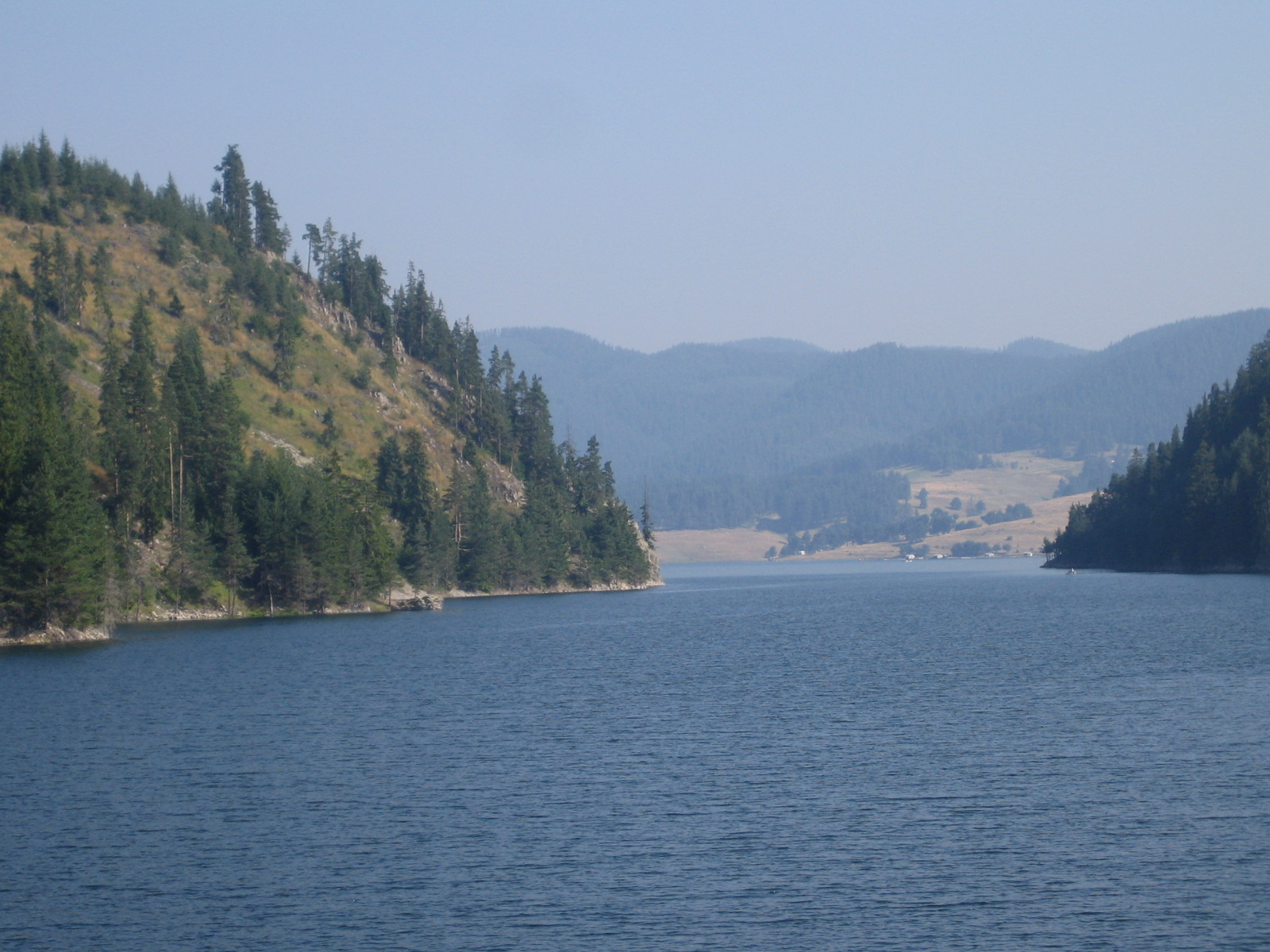
Lago de retención de Dospat

Los Ródope cuentan con reservas de agua abundante, y la red de manantiales y ríos es muy densa. Entre los ríos principales, hay que destacar el Mesta (Nestos), que nace en la montaña de Rila, pero una parte de su curso atraviesa los Ródopes, especialmente en territorio griego, el Arda) (en griego Άρδας, Ardas), que tiene su nacimiento en la frontera griego-búlgara atraviesa los Ródope de oeste a este y desemboca en el Meriç Zehri (nombre turco del Evros, en búlgario Mesta), cerca de la ciudad de Edirne, así como pequeños ríos como el río Dospat o Rata, afluente del Mesta, que desemboca en este cerca de la ciudad de Pappades (Grecia), el Văča, que resulta de la confluencia, cerca de Devin de los dos ríos (Kričim y Reka Širokalăška), el Čepinska reka ou Čepinska Bistrica (Eli dere), que nace en el monte Sreben y desemboca en el Maritsa, Stara Reka, que nace al sur del lago Batak y desemboca en el Marica, o el Vărbica, el mayor afluente del Arda, como resultado de la confluencia cerca de Zlatograd de los dos ríos (Nedelinska y Alamovska) y desemboca en el lago Studen Kladenec, este mismo formado por el Arda.
Los lagos naturales son pocos. Los más conocidos son los lagos de Smolyan, situados a pocos kilómetros de la ciudad del mismo nombre. Algunos de los mayores lagos artificiales de Bulgaria se encuentran en las montañas de los Ródope: el lago Batak, en el Mătnica de Dospat, en el río del mismo nombre; el de Golyam Beglik y Široká Poljana, ubicado al norte del lago Dospat y alimentado por varios ríos incluyendo el Černa reka; el de Kardzhali, en el Arda, al oeste de la ciudad del mismo nombre; el Kladenec Studen que le sigue al este después de cruzar la ciudad; y el lago Văča en el río del mismo nombre, ubicado al norte de la ciudad de Devin. Estas presas se utilizan principalmente para la producción de hidroelectricidad y para riego. En la parte griega del macizo los lagos artificiales son menos numerosos. Se han construido cuatro represas a lo largo del Nestos, creando un lago artificial en la casi totalidad del río en la prefectura de Drama Muchas fuentes de agua mineral son muy conocidas en Bulgaria situadas en los Ródope: Devin, Velingrad, Beden al sureste de Devin, Mihalkovo al norte de Devin, y en muchos otros lugares.

### Clima
La ubicación de los Ródope en la parte sureste de la península balcánica, tiene una gran influencia en el clima del macizo. Dos influencias climáticas se cruzan allí: el aire frío proveniente de la zona continental en el norte y el aire caliente de la zona mediterránea. En los Ródopes occidentales, la mayor altitud tiene por consecuencia un clima de montaña característico. Sin embargo, el clima se suaviza con la entrada de masas de aire caliente que penetran por los valles de los ríos. Este efecto es más evidente en los Ródope orientales, debido a la menor altitud y a los numerosos valles de los ríos, que permiten la fácil penetración de aire cálido del sur.
La temperatura media anual en los Ródope orientales es de 12 a 13 °C. La máxima precipitación cae en diciembre, el mínimo en agosto. En los Ródopes occidentales el promedio es de entre 5 y 9 °C y las lluvias de verano son frecuentes.
El clima templado, entre otros factores, constituye un incentivo para el turismo y las vacaciones. La estación de esquí principal de Rhodope de Bulgaria es Pamporovo a 1650 m, donde un microclima ofrece una gran cantidad de nieve durante un largo período del año. Temperaturas negativas son bastante comunes en invierno, y por esta razón, los Ródopes son la región más austral de los Balcanes donde hay algunas especies como el abeto o el abedul.

## Historia

### Mitología

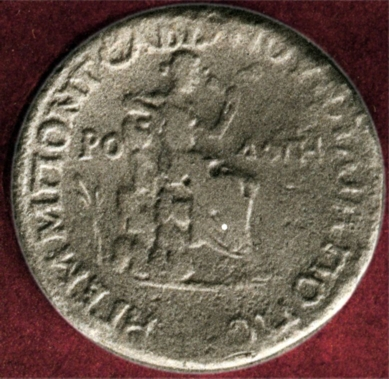
Moneda romana que representa la diosa de las montañas Ródope. Filipópolis (150 d. C.)

El texto de Ovidio y Pseudo-Plutarco nos transmite el mito tracio de la formación de los Ródope y del Gran Balcán (en latín Hemo).
Pseudo-Plutarco: "Cerca del río (el Estrimón) están los montes Hemo y las montañas de Ródope. Un hermano y una hermana así llamados se amaban muy tiernamente; Hemo dio el nombre de Juno a su hermana, que, a su vez, le llamó Júpiter. Los dioses, enojados por su incredulidad, los convirtieron en dos montañas que tomaron su nombre.

En un ángulo están Ródope de Tracia y Hemo,
hoy montañas de hielo, antes seres mortales,
que se habían atribuido los nombres de los dioses más grandes.
Ovidio, Las metamorfosis

Los Ródope se consideran en la mitología griega como el lugar de nacimiento de héroes, legendario cantor y músico de lira de Orfeo (quien, según la leyenda local, nació en la región de Smoljan y su esposa, Eurídice. También según la mitología griega, Orfeo fue desgarrado por las ménades en el macizo de Pangea, hoy día en los Ródope griegos. Según algunos arqueólogos, los Ródope serían en realidad el origen del culto órfico. Así, cerca de la aldea de Tatul, a unos 15 km al este de la ciudad de Momchilgrad, una tumba tracia excavada en la roca, que forma parte de un complejo cultural más importante utilizado desde el siglo XIX y XVIII y descubierto en 2000, ha sido interpretada como un lugar de culto órfico. El arqueólogo búlgaro Nikolaj Ovčarov piensa que ésta podría ser la tumba del propio Orfeo. Desde entonces, el sitio aparece en todos los mapas y los documentos de Turismo de Bulgaria, como «santuario de Orfeo» (Svetilište na Orfej).
Algunos sostienen, sin embargo, que no está claro si la figura de Orfeo fue una figura histórica. Sin embargo, los funcionarios de turismo de Bulgaria hacen un amplio uso de Orfeo, como parte de la atracción turística: así, en Trigrad, se celebra anualmente a finales de julio los Misterios de Orfeo, espectáculo cultural-histórico neo-pagano. La gruta llamada la «Garganta del Diablo» (Djavolsko Carlo) en la Garganta de Trigrad, también llamada «Gruta de Orfeo» es también considerada una leyenda local como el lugar en el que Orfeo descendió al Hades para ir a buscar a su esposa Eurídice.
Numerosos hoteles, restaurantes y conjuntos musicales de la región llevan el nombre de Orfeo.
Existen también sitios arqueológicos en la región que muestran un culto dedicado a Dioniso, como la antigua ciudad tracia de Perperikon. Este culto parece ser, en efecto, originario de Tracia.

### Cronología
Como muestra la investigación de muchos sitios arqueológicos, los Ródopes han estado habitados desde la prehistoria. El primer pueblo conocido en los Ródope son los tracios. Construyeron muchos templos y ciudades, como el santuario de Tatul en el sureste de Kardzhali, o la ciudad-santuario de Perperikon, al noreste de esta misma ciudad.

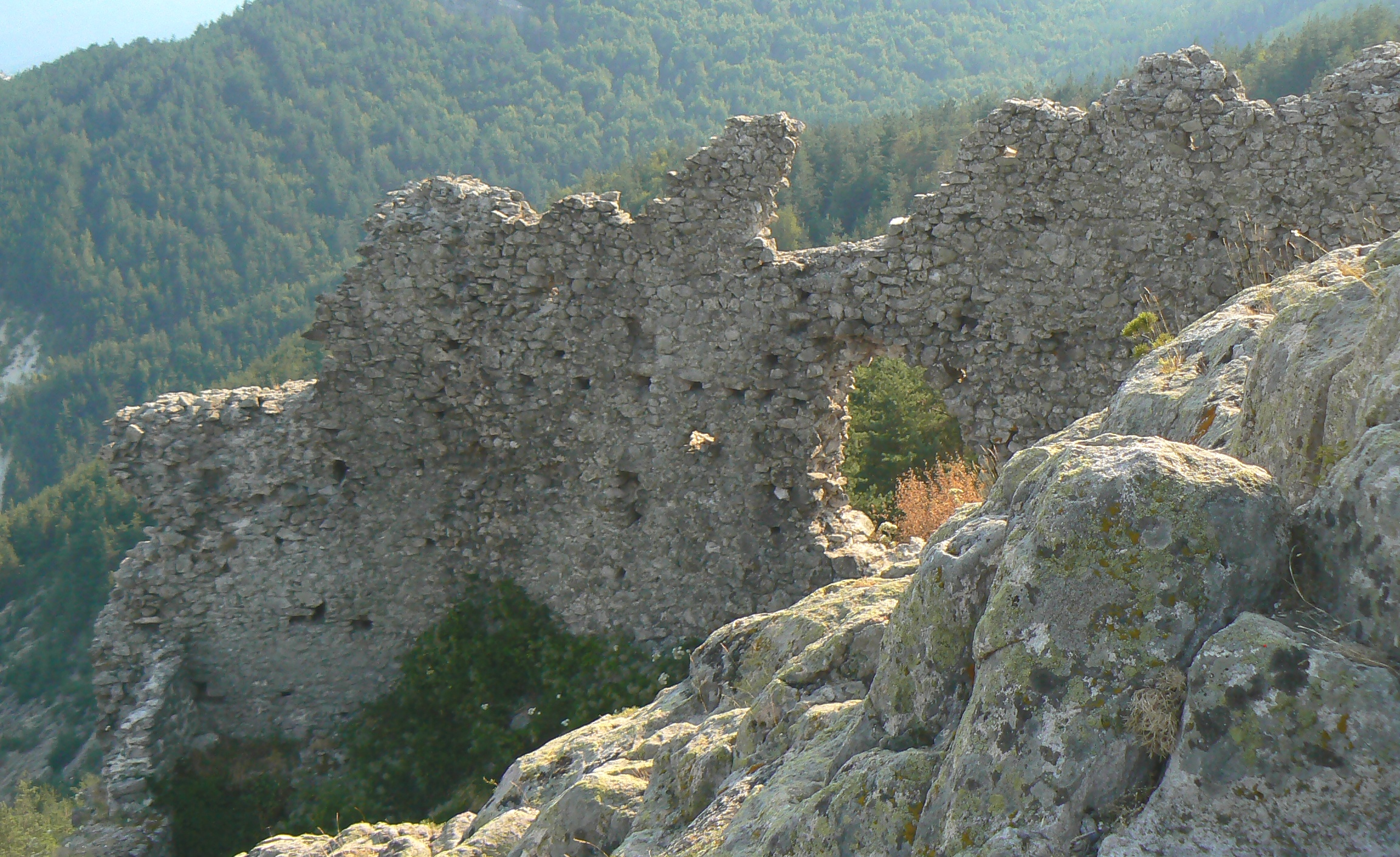
Las ruinas de la fortaleza de Ustra.

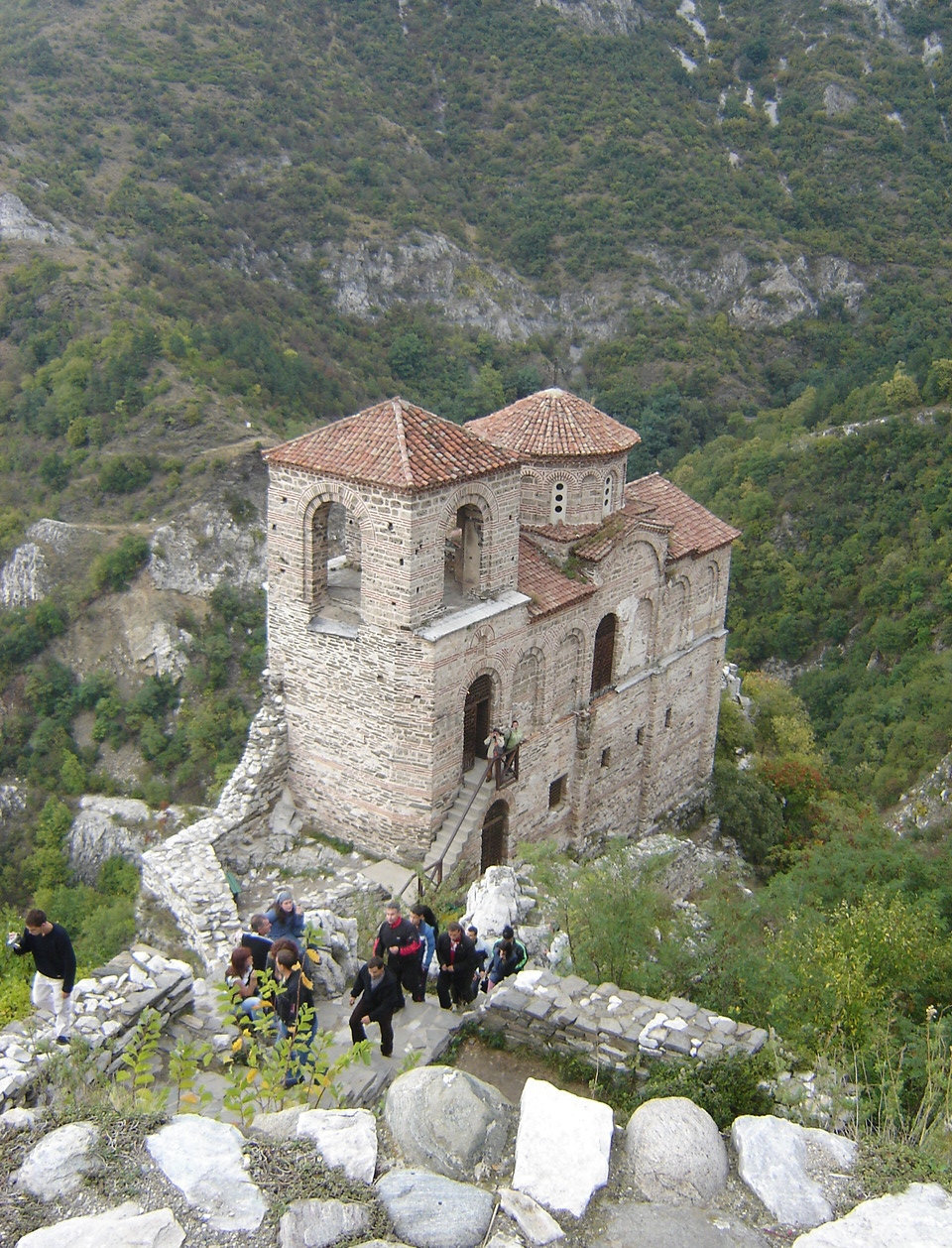
La iglesia de la fortaleza de Ivan Asen II al sur de Asenovgrad.

En la antigüedad, el macizo también estuvo poblado por los griegos y romanos. Está conectado a la red de rutas del Imperio romano, especialmente por vías secundarias, a la Via Militaris (que recorre el norte) y a la Vía Egnatia, que cruza una parte de los Ródope del sur. Una derivación de esta última, la Vía Pública, atraviesa gran parte de los Ródope. Podemos ver importantes restos en las proximidades de Golyam Persenk, a unos 2000 m de altitud. En el 294 durante la reorganización administrativa de Diocleciano, el Imperio romano creó la provincia de Ródope (Rodopa). Esta incluía la mayor parte de la costa de Tracia y casi todo el macizo de Ródope. Limita al norte con las provincias de Trace (Tracia) y Haemimontus, al este con la provincia de Europa, al oeste con la (Dardania) y (Macedonia), al sur con el mar Egeo. Durante las Grandes invasiones llegaron otros pueblos constitutivos de la Bulgaria moderna: Protobúlgaros eslavos y otros.
Durante la Edad Media, los Ródope fueron disputados entre el Imperio bizantino y los reyes de Bulgaria. Una densa red de fortalezas se construyó para controlar las rutas comerciales y los sitios estratégicos. Las fortalezas más importantes se encuentran en Ljutice cerca de Ivaylovgrad (cerca de la frontera griega moderna, al este de Haskovo en la parte más oriental del Macizo , apodada la "ciudad de mármol", en Ustra al norte de la aldea de Ustren (al sureste de Džebel en Cepina cerca de la aldea de Dorkovo, al noreste de Velingrad en Mezek cerca de Svilengrad en el extremo noreste del macizo, la ciudadela de Ivan Asen II (Asenova Krepost) al sur de Asenovgrad y otras más.
A partir de 1371 y 1375, los Ródope cayeron bajo el control del Imperio otomano, tras la derrota de los ejércitos cristianos a manos del beylerbey Lala Shahin Bajá en la batalla de Maritza, disputada cerca de Černomen (ahora Ormenio en la Prefectura de Evros, cerca de la frontera greco-búlgara, al sur de Svilengrad). Tras la victoria otomana, poblaciones turcas se establecieron en los Ródope, como en muchas otras regiones de Bulgaria, importando el islam.
Una parte importante de los pueblos indígenas se convirtieron a la nueva religión. Hay un debate historiográfico acerca de cómo se llevó a cabo esta conversión: conversiones forzadas y masacres de la posición recalcitrante (según la historiografía oficial búlgara hasta hoy) o la conversión de las comunidades y de los pueblos más o menos de forma voluntaria ya que lo veían como de interés social o económico (enfoque más matizado, desarrollado por la investigación reciente). En cualquier caso, la conversión de los pueblos indígenas supuso el surgimiento de los pomacos, un grupo étnico que compone la comunidad musulmana de Bulgaria en la actualidad.
La cuestión del origen de los pomacos es un reto tanto político (especialmente desde la época comunista) como historiográfico. ¿Eran eslavos (búlgaros), que se convirtieron al islam (la posición de la historiografía de Bulgaria), eran poblaciones de distinto origen (posiblemente tracios?, o eran descendientes de los movimientos cristianos herejes como los bogomilos o los paulicianos?, lo que daría una dimensión teológica a la conversión. El hecho es que una ola de islamismo tuvo lugar en los Ródope en los siglos XVI y XVII, que condujo a la destrucción generalizada de las iglesias y monasterios. Este episodio histórico, y el debate que suscita hoy en la sociedad búlgara, ha sido tratado por el escritor romántico Anton Dončev en su novela Los cien hermanos de Manol (título original: Vreme razdelno, primera edición de 1964), en la que el teatro es un valle de los Ródope,
Al final del Imperio otomano, las ciudades y aldeas de las montañas de Ródope desempeñaron un papel importante en el levantamiento de abril de 1876. La feroz represión que asoló la región dio causó numerosas muertes y en ella se encuadró la masacre de Batak, que cometieron los basi-bozuks claramente descontrolados. El norte de los Ródope fue liberado de la dominación otomana durante la guerra ruso-turca (1877-1878), pero el Ródope sur permaneció otomano, aunque en virtud del Tratado de San Stefano, los Ródope occidentales pasaron a estar bajo la soberanía de Bulgaria. Los Ródope búlgaros fueron parte de la provincia autónoma de Rumelia Oriental hasta su integración en 1885 en el principado de Bulgaria. Algunas localidades pomacas, sin embargo trataron de permanecer independientes en el seno de la República de Tamra, que sin embargo fue anexionada finalmente al Imperio otomano después de la unificación del Principado de Bulgaria y la Rumelia Oriental. La entrega fue sancionada por la firma en 1886 de la Convención de Tophane. La parte sur del macizo fue anexionada por Bulgaria en la primera guerra de los Balcanes (1912-1913), a pesar de un intento fugaz de crear en ella una república (el Gobierno Provisional de la Tracia occidental, de agosto a octubre de 1913), pero la parte occidental quedó en poder de Grecia después de la segunda guerra de los Balcanes (1913).

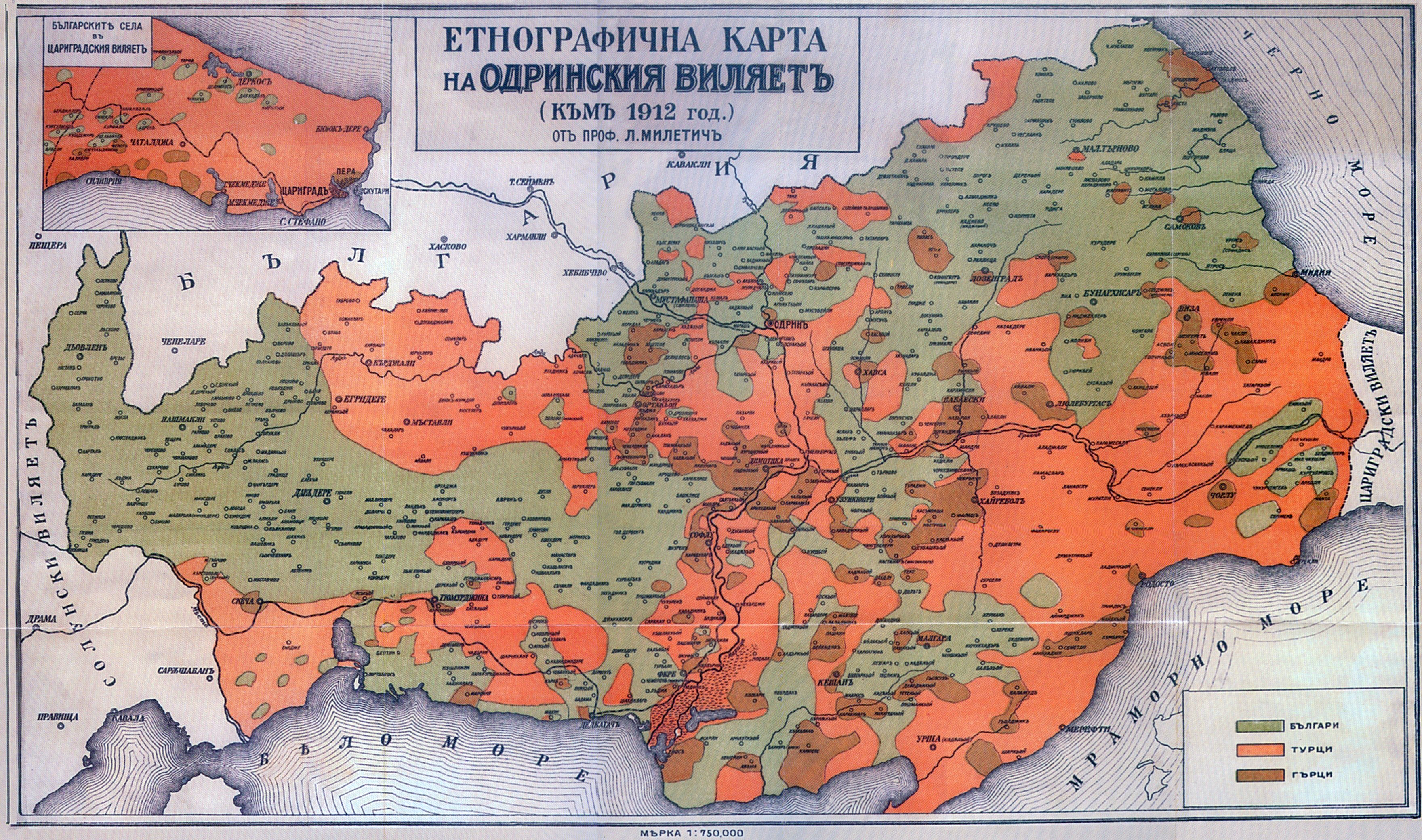
Mapa etnográfico del vilayet de Edirne de 1912. Documento de Bulgaria
búlgaros
turcos
griegos

Bulgaria, aliada de las Potencias Centrales durante la Primera Guerra Mundial, perdió lo que le quedaba del Ródope sur, en particular el acceso al mar Egeo en Alejandrópolis (en búlgaro Dedeagač), en virtud del Tratado de Neuilly que se vio obligada a firmar con los Aliados el 27 de noviembre de 1919. En 1941 y hasta 1944, Bulgaria, coligada con la Alemania nazi, ocupó de nuevo Tracia occidental (incluyendo la región oriental del Ródope sur). Después de todos estos conflictos perdidos por Bulgaria, la población búlgara (en gran parte pomacos), de los Ródope del sur, emigró, principalmente a Bulgaria y Turquía.
Después de la guerra greco-turca de 1919-1923, que dio lugar a un «intercambio de población» con Turquía (en virtud del Tratado de Lausana, 1923), gran parte de la población griega huyó del Asia Menor y de la Turquía europea yendo a instalarse en zonas con abundante población búlgara. La última gran ola de emigración tuvo lugar durante la guerra civil griega (1946-1949).
El Ródope búlgaro, como el resto del país fue incluido en el régimen comunista que, después de 1944, impuso en particular la colectivización de la agricultura y otros sectores económicos. Se organizó también una industrialización sistemática, y por lo tanto la emigración desde los pueblos a las ciudades. El régimen continuó con importantes desarrollos industriales en la región, incluyendo la construcción de embalses: Studen Kladenec (inaugurado en 1958) y Kardzhali (1963 ) en el río Arda, pero también Dospat, Batak, Ivaylovgrad (1964) o Vaca, cuya pared de presa es la más alta en Bulgaria con 144,5 m. El régimen comunista tuvo una política especialmente represiva con las comunidades musulmanas, especialmente la turca, que, en la segunda mitad del 1980, se vieron obligados, en lo que la propaganda del Estado calificó como un llamamiento a la continuación del "proceso de renacimiento" (văzroditelen proces), a cambiar los nombres turcos por nombres búlgaros o emigrar. El Óblast de Kardzali vio así partir mucha gente de etnia turca, especialmente durante el año 1989, en el que más de 300 000 búlgaro-turcos salieron de Bulgaria y emigraron a Turquía.

## Población

### Religiones y grupos étnicos
Región poco poblada, los Ródope son también, por su historia, un área de diversidad étnica y religiosa. En la parte búlgara, además de los búlgaros ortodoxos, viven fuertes comunidades musulmanas, como los pomacos (que se llaman a sí mismos búlgaros musulmanes) instalados principalmente en las localidades de la parte occidental del macizo, donde también a veces reclaman la identidad turca, y los turcos búlgaros, ubicados principalmente en la parte oriental. En el Óblast de Kardzhali, la mayoría de los residentes (61,6 %, alrededor de 101 116 personas) se consideraban a sí mismos turcos en el censo de 2001. Es la mayor concentración de población turca de Bulgaria. El número de pomacos en Bulgaria se calcula en 131 531 según las estadísticas oficiales; la gran mayoría de ellos viven en los Ródope. Algunos expertos opinan que cifra es baja. A pesar de las campañas de cristianización llevadas a cabo desde 1990 por algunos representantes de la Iglesia ortodoxa de Bulgaria, las diferentes comunidades religiosas viven en armonía.
En las Ródope griegas, los griegos ortodoxos son ahora la mayoría, pero una minoría musulmana considerable (compuesta principalmente de turcos y pomacos) aún recuerda la historia turbulenta de la región. Los musulmanes predominan en la Prefectura de Ródope (51,77 %) y constituyen una minoría significativa en la de prefectura de Xánthi (41,19 %). En la Prefectura de Evros, representan el 4,65 % de la población. El número de pomacos de Grecia se calcula en alrededor de 36 000 personas, 23 000 en la prefectura de Xánthi, 11 000 en la Prefectura de Ródope y 2000 en la prefectura de Evros. Esta cifra parece ser aceptada por la mayoría de los expertos. Hay que subrayar que los búlgaro musulmanes de los Ródope griegos son considerados una población «en riesgo» por las autoridades griegas. Las aldeas búlgaras cercanas a la frontera entre los tres países (Grecia-Bulgaria-Turquía), en la prefectura de Evros, fueron sometidas hasta finales del 1990 a un gobierno militar y el acceso a ellas requería autorización expresa del Ministerio de Defensa. El idioma de los pomacos de Grecia, fuertemente influenciado por el turco, tiende a alejarse del búlgaro estándar. Un tercer grupo de población musulmana de los Ródope lo constituyen los Gitanos musulmanes, cuyo número es muy difícil de determinar debido a su tendencia al sincretismo religioso (son unos 100 000 en el conjunto de Bulgaria). En el lado griego, cerca de 50 000 turcos viven en Tracia occidental, en las tres provincias ya mencionadas. Los musulmanes de Tracia son la única minoría nacional reconocida en el Estado griego, según lo dispuesto en el Tratado de Lausana de 1923.

### Tradiciones musicales
Los Ródope son famosos por su música tradicional, viva hasta hoy. Música y canciones de una gran riqueza, que se distingue especialmente por los cantos largos de gran lirismo y gran tristeza. El instrumento más frecuentemente utilizado es la gaita, una cornamusa tocada en todos los Balcanes, conocido en los Ródope como kaba (palabra turca que significa "Majestuosa"). También esta la tambura (una especie de laúd cercano al buzuki), y el kaval (flauta oblicua diatónica)

### Tradiciones culinarias
Los Ródope son famosos por sus productos naturales y su buena cocina. El plato festivo más famoso de los Ródope búlgaros es el čeverme(del turco çevirme, «movimiento rotativo»), cordero asado a la brasa en barbacoa similar al méchoui del norte de África, que no falta en todas las fiestas. En ocasiones especiales, también se sirve el kurban, sopa de cordero o carne de vacuno preparada en casa y que se ofrece a la familia y al vecindario. El kačamak es otro plato muy popular, una especie de polenta servida en forma de pan redondo, o en forma de bola, acompañada de mantequilla, queso, carne o tocino. El patatnik es un plato típico de los Ródope, una especie de gratinado de patatas, huevos y cebolla, preparado con hierbabuena u otras especias. Los Sarmi (del turco Sarma Dolma) se preparan en los Ródope con hojas de col rellenas de remolachas. El Klin es una Banica (pronounciado banitsa) rellena con arroz mezclado con verduras, por lo general espinacas, acelga s o calabaza. Las montañas Ródope son ricas en alimentos que le han dado su reputación. Además de las patatas (existen allí antiguas variedades casi desaparecidas en el resto de Europa), la región es conocida por sus alubias, especialmente los de Smiljan (pueblo cercano a Smoljan), de un gran tamaño.

## Economía

### Agricultura
El mundo agrícola de los Ródope búlgaros, ya perjudicado por las políticas de industrialización forzada del régimen comunista, ha sido duramente golpeado por la política de privatización y la restitución de tierras que llevaron a cabo los gobiernos de Bulgaria después de la revolución de 1989-1990. Restituciones que a menudo han beneficiado a los descendientes de las comunidades de los pueblos que ya vivían en las ciudades y no tenían la intención de cultivar la tierra, por lo que los terrenos baldíos se multiplicaron. El pequeño tamaño de las explotaciones no era suficiente para que las familias pudieran vivir; el mundo rural de la región, como en otras zonas rurales del país, se sumió en una nueva crisis. Muchas familias emigraron a las ciudades o al extranjero, y los que permanecieron en el lugar reanudaron la práctica de la agricultura de subsistencia. Esto explica la fuerte presencia de caballerías (carros tirados por burros, caballos o mulas) que aún se observa en los Ródope, así como en otras regiones de Bulgaria.
Las principales actividades agropecuarias son la ganadería, la explotación forestal y el cultivo de tabaco. La cría de ganado está presente principalmente en los Ródope occidentales. En los orientales, con abundante población musulmana, la crianza del cerdo es rara y domina la de ovejas, característica de la región. A mediados del siglo XVI, bajo el Imperio otomano, la región de Dzhebel en los Ródope era la primera en producción de tabaco de Bulgaria, antes de que se expandiera por el resto del país. En aquel momento, los musulmanes lo cultivaban sólo para ellos mismos; después de la independencia de Bulgaria comenzó la exportación, al principio a Egipto en 1893. Se explotan en los Ródope tabacos orientales muy aromáticos, especialmente en las comarcas de Dzhebel, Madan, Ardino, Haskovo y, en menor medida en las de Kardzhali, Smolyan y Devin. El tabaco es una cuestión política importante en Bulgaria, pues el partido de la minoría musulmana (DPS) protege a los productores que son para él un grupo que le reporta un importante respaldo electoral. Esta es la razón por la que ha impedido hasta ahora la privatización del monopolio del Estado Bulgartabak.

### Industria
El sector industrial, cuya actividad más importante en la minería, es también muy importante en la región. Allí, en las montañas de Rhodope hay cerca de 80 minas, especialmente de plomo y zinc, cuyos yacimientos se encuentran entre los más ricos de Europa. Se encuentran principalmente en el macizo central, a lo largo de la frontera búlgaro-griega y en la parte oriental. El Óblast de Kardzhali es rico en minerales no metálicos, y oro. También en los Ródope hay pequeños depósitos de cromo, hierro y trazas significativas de metales raros en los minerales de plomo y de zinc. En Kardzhali y Plovdiv existen plantas de procesamiento de minerales. Las construcciones mecánicas están particularmente presente en Smolyan, Kardzhali, Devin Bracigovo e Ivaylovgrad. La industria farmacéutica está presente en la ciudad de Plagas, la textil en Zlatograd, Smolyan, Madan y Laki. La industria de la madera se sitúa principalmente en los Ródope occidentales, que están allí también los bosques más importantes de los Balcanes. Los Ródope son la segunda región de mayor producción de energía hidroeléctrica, gracias a los numerosos embalses que ya se han mencionado anteriormente.

### Turismo

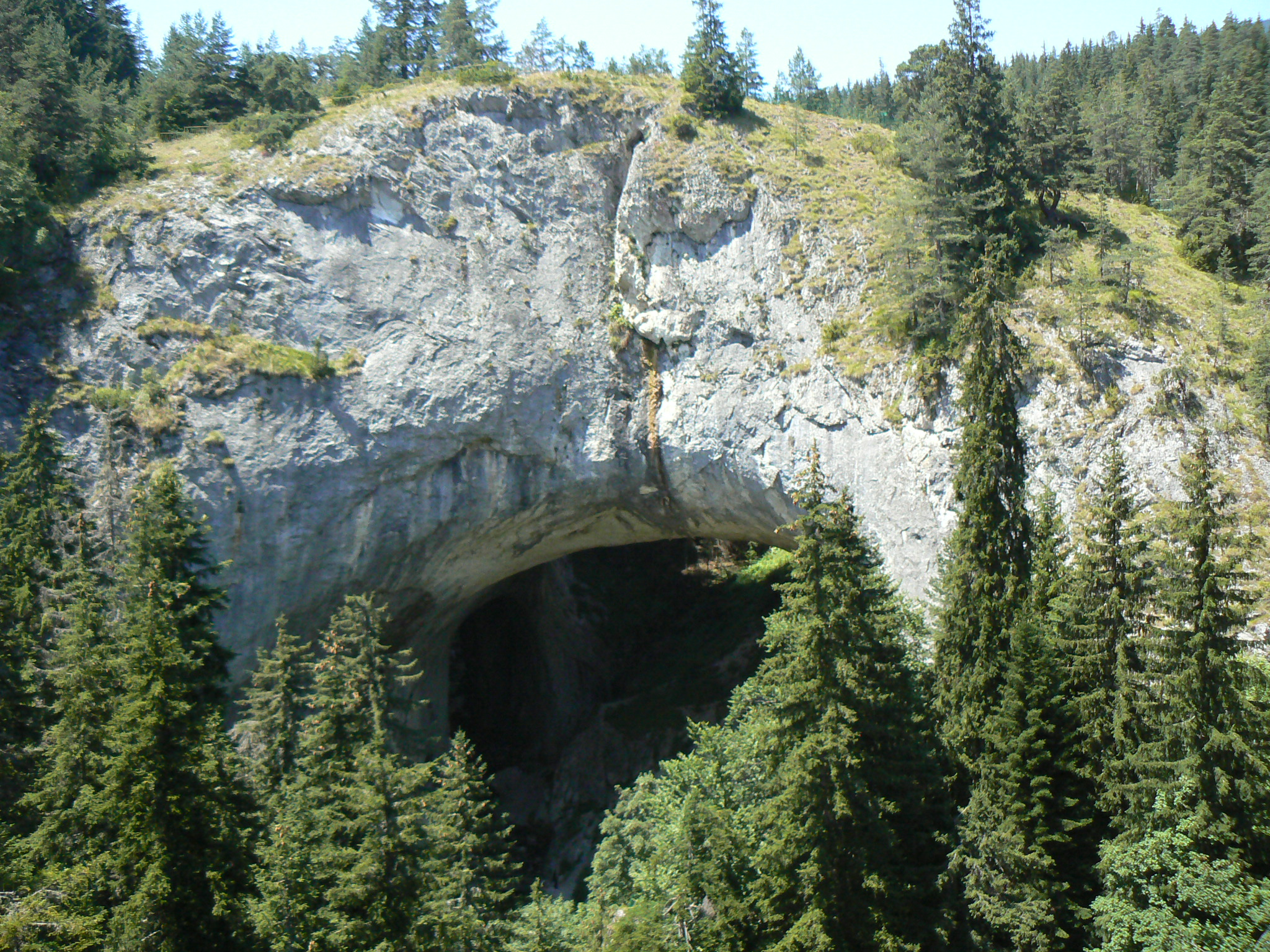
El mayor de los Puentes maravillosos uno de los atractivos turísticos más importantes de los Ródope.

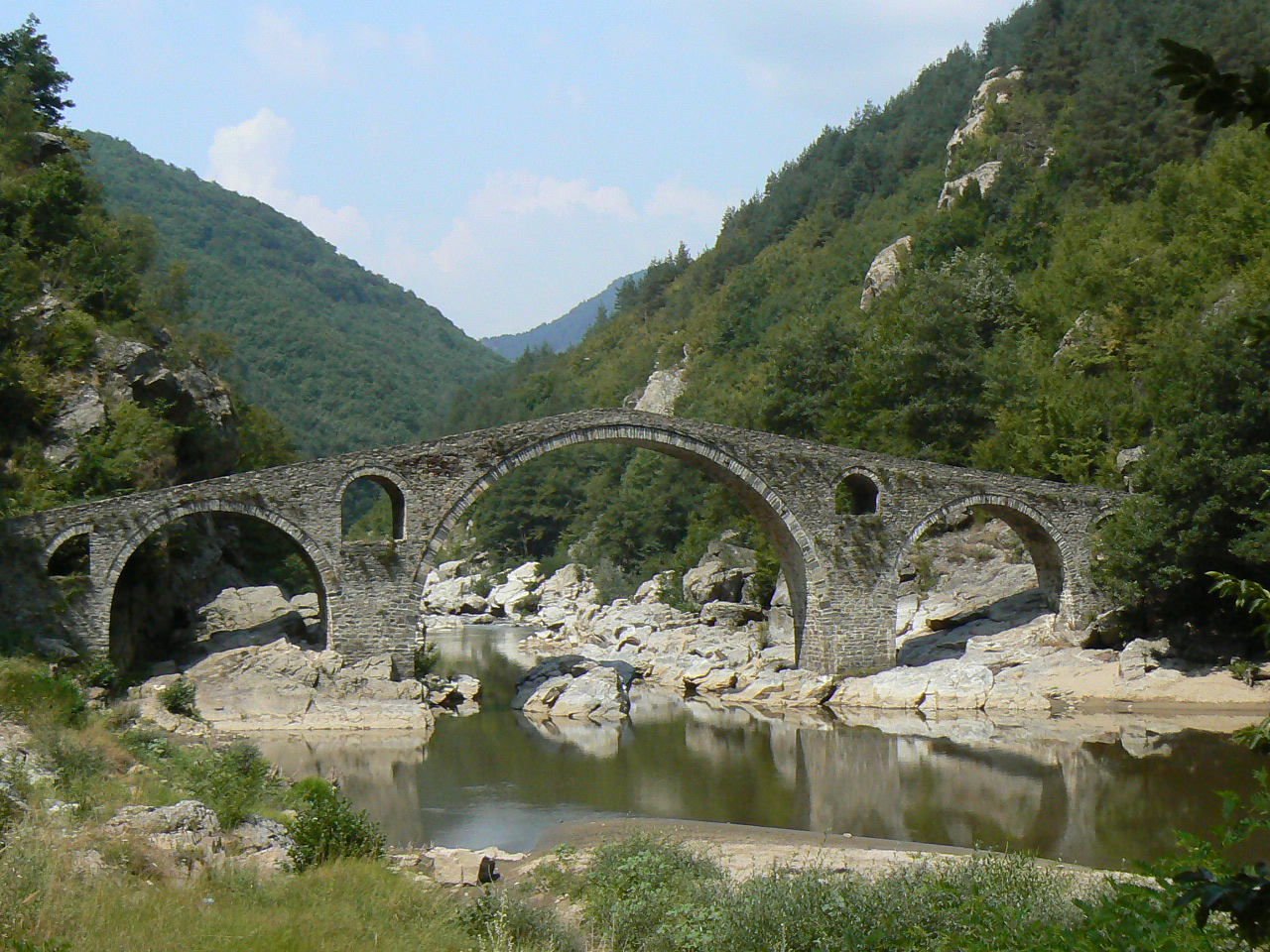
El puente del Diablo (Arda), cerca de Ardino, data del siglo.

El peso económico del Turismo ha aumentado constantemente desde 1989. Pamporovo y Čepelare son los principales centros de deportes de invierno, y durante el verano la oferta turística propone terrenos de acampada cerca de los lagos o en los valles. Muchas cuevas son atracciones turísticas populares, muchas de ellas ubicadas a lo largo de la frontera griego-búlgaro: Jagodina, Uhlovica cerca de la aldea de Mogilica, la Garganta del Diablo, cerca de Trigrad, Snezanka cerca de Peštera, y otros lugares bien conocidos por los espeleólogos, que ofrece espectaculares formas, así como ríos y lagos subterráneos. Los lugares históricos como las ruinas de los castillos o los sitios tracios como Perperikon o Tatul, y ciudades con estilo del Renacimiento búlgaro del siglo XVIII y XIX así como los monasterios también son visitados por muchos turistas búlgaros y extranjeros.